# Kanta Usui
Kanta Usui (japanisch 臼井 貫太 Usui Kanta; * 9. Oktober 1999 in der Präfektur Hyōgo) ist ein japanischer Fußballspieler.

## Karriere
Usui erlernte das Fußballspielen in der Jugendmannschaft von Gamba Osaka. Die U23-Mannschaft des Vereins spielte in der dritten Liga, der J3 League. Bereits als Jugendspieler absolvierte er 12 Drittligaspiele. Nach der Jugend wechselte er zur Universitätsmannschaft der Kwansei-Gakuin-Universität. Seinen ersten Vertrag unterschrieb er am 1. Februar 2022 bei Kamatamare Sanuki. Der Verein aus Takamatsu, einer Stadt in der Präfektur Kagawa, spielt in der dritten japanischen Liga.